# الزنو (المحفد)

تعديل مصدري - تعديل

الزنو هي إحدى قرى عزلة المحفد بمديرية المحفد التابعة لمحافظة أبين، بلغ تعداد سكانها 197 نسمة حسب تعداد اليمن لعام 2004.